# دام ماهیگیری

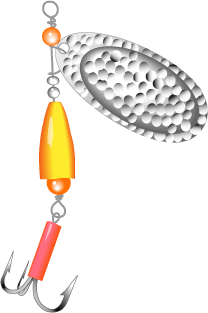
دام چرخنده درون‌خطی با حلقه، ظرف، بدنه/وزنه و قلاب

دام ماهیگیری نوع گسترده‌ای از طعمه‌های ماهیگیری مصنوعی است که در ماهیگیری استفاده می‌شود که برای تقلید از جانوران شکارگر و جلب توجه ماهیان شکارگر طراحی شده‌اند و از ظاهر، حرکت، ارتعاش، بازتاب روشن و رنگ‌های پر زرق‌وبرق برای جذب غریزی شکار ماهی استفاده می‌کنند و آن را چشمگیر می‌سازد.
طعمه ماهیگیری یا مستقیماً با یک گره مانند گره کلینچ بهبودیافته یا گره پالومار به یک نخ ماهیگیری (معمولاً یک لیدر) گره می‌خورد یا از طریق یک حلقه شکاف کوچک (که آزادی حرکت بیشتری را فراهم می‌کند) به خط وصل می‌شود و/ یا یک بست کوچک مانند سنجاق به نام "snap" که معمولاً به یک گَردان نیز متصل می‌شود. نخ ماهیگیری به نوبه خود به یک قرقره ماهیگیری متصل می‌شود که به داخل میل می‌رود و نخ را آزاد می‌کند و توسط میله ماهیگیری از طریق یک سری راهنماهای حلقه‌ای که جابجایی کناری روی خط ایجاد می‌کند دستکاری می‌شود.

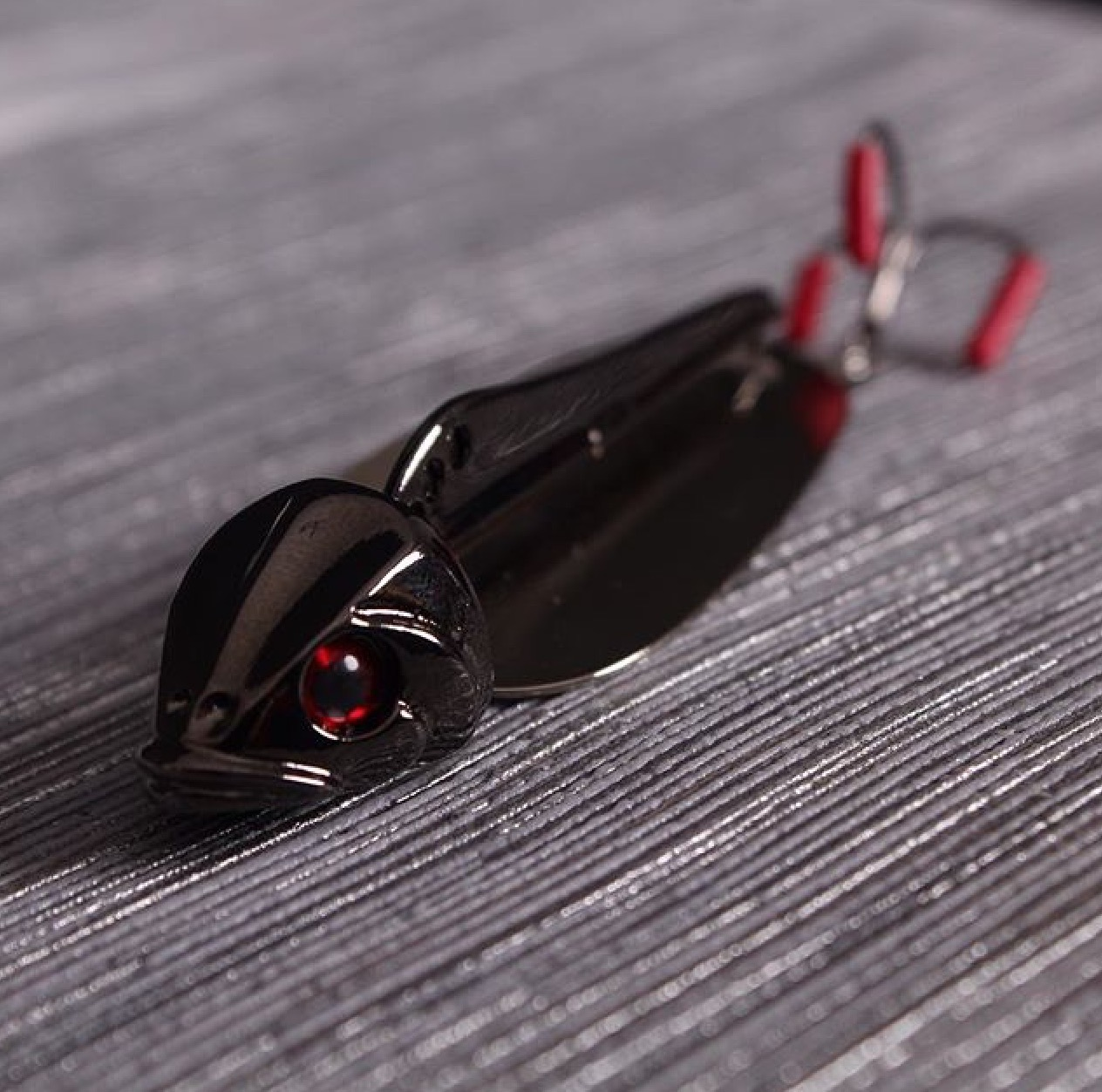
طعمه‌های ترکیبی